# High five

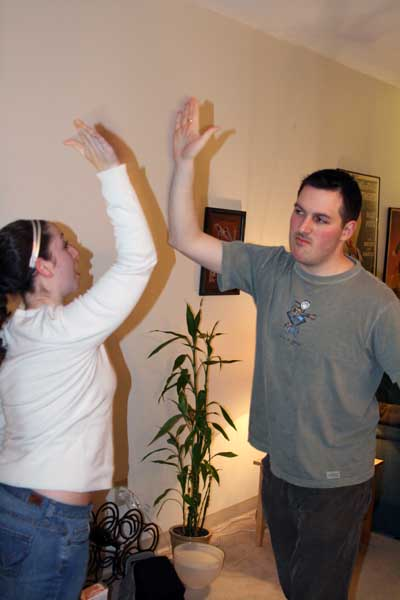
Två personer som gör en high-five

High-five är en handgest för att uttrycka framgång genom att två personer slår ihop sina handflator med fingrarna uppåt. Uttrycket syftar på att gesten utförs högt uppe och på handens fem fingrar. Det påstås att första kända tillfället då gesten uppstod i USA under det specifika namnet high-five var mellan baseball-spelarna Dusty Baker och Glenn Burke i Los Angeles Dodgers på Dodger Stadium den 2 oktober 1977. Andra teorier är att basketlaget Louisville var först med det och andra hävdar att det var de amerikanska volleybolldamerna på 60-talet som var först. Det framförs också påståendet om att filmen Till sista andetaget från 1960 skulle ha varit först med gesten.
Gesten började användas mer utbrett i Sverige under slutet av 1980-talet. Gesten framkommer ofta i exempelvis tävlingar när några vinner.
Inbjudan till att mötas i en high-five kan formuleras på vardagssvenska som "Ge mig fem!". "Klatsch!" är ett annat utrop som används.